# Eggemeier
Eggemeier, auch Eggemayr oder Eggemair, ist ein Weiler der Fraktion Innerrotte in der Gemeinde St. Jakob in Defereggen im Defereggental (Osttirol).

## Geographie
Oberegg liegt am sonnenseitigen Talboden des Defereggentales nördlich der Schwarzach und der Defereggentalstraße. Benachbarte Orte sind Oberegg im Osten und Hirbe sowie Mairhof im Westen, mit denen Eggemeier über eine niederrangige Straße verbunden ist. Eggemeier besteht aus den Hofstellen Eggemayr (Innerrotte 6a, b), Außer Eggemayr (Innerrotte 31) und dem Gebäude Innerrotte 18.

## Geschichte
Die Besiedelung von Eggemeier ging von der Doppelschwaige Mayerhof aus. Vom Untermayerhof, auch Hof Ob der Hürbe aus wurde die Raut (Neurodung) Eggemeier gegründet, die dem Amt Windisch-Matrei als Grundherrschaft unterstand. Mitte des 19. Jahrhunderts beschränkte sich die Siedlung auf die Hofstelle Eggemayr, die damals aus dem jeweils dreigeteilten Wirtschafts- und Wohngebäude bestand. Auch 1951 bestand Eggemeier nur aus zwei Gebäuden mit neun Bewohnern und wurde von der Statistik Austria als Einzelsiedlung klassifiziert. 1961 lebten in Eggemeier neun Menschen in zwei Gebäuden, wobei ein Gebäude unbewohnt war. In der Folge verzeichnete die Statistik Austria 1971 für den nun als Weiler bezeichneten Ort drei Gebäude und 14 Einwohner, sowie im Jahr 1981 zehn Bewohner und drei Gebäude, wobei zwei bewohnt waren.

## Bauwerke
Das Tiroler Kunstkataster weist für die Ortschaft drei Einträge auf, die alle die Hofstelle Eggemayer beschreiben. Beim Wohnhaus des Paarhofes handelt es sich um ein zweigeschoßiges Gebäude mit Satteldach, dessen Baukern vermutlich aus dem 17. Jahrhundert stammt. Der Hof wurde im 19. Jahrhundert umgebaut und vor 1990 renoviert. Das Haus steht auf einem aus Bruchsteinmauerwerk ausgeführten Kellerfundament und wurde als Kantblockbau errichtet. Hierbei wurde das Gebäude entlang der Firstlinie in drei Teile materiell getrennt. Die Erschließung des Wohnhauses erfolgte über eine hölzerne Freitreppe, im Obergeschoß befinden sich versetzte Söller. Das zweigeschoßige Wirtschaftsgebäude mit Baukern aus dem 17. Jahrhundert befand sich südlich vor dem Wohnhaus, wurde jedoch um 2009 abgetragen. Es war analog zum Wohnhaus quer zur Firstlinie in drei materielle Teile getrennt und bestand aus gemauertem Stall mit darüberliegender, gezimmerter Heulege. Hinter dem Wohnhaus befindet sich noch eine alte Back- und Waschhütte aus dem Ende des 19. Jahrhunderts.